# フローズン・タイム
『フローズン・タイム』（原題：Cashback）は、2006年制作のイギリス映画。監督はヴォーグやハーパーズ バザーで活躍する写真家のショーン・エリス。
もともと『CASHBACK』という、原題と同じ18分の短編映画をエリスが製作したところ、第78回アカデミー賞の短編賞にノミネートされた実績から、長編映画化された。

## あらすじ
美大生のベンは、初めての恋人スージーと破局した。ベンから別れを切り出したのだが、そのことで後悔を抱え、別れた日以来眠れなくなってしまう。友人のショーンからはモデルの女性と交際するよう勧められ（そうすればスージーが、ベンと復縁しようと躍起になると考えたから）、ベン自身もスージーを忘れるよう努力した。しかしベンはスージーを忘れられず、眠れない日々を過ごした。ベンは不眠によって浮いた8時間を有効活用しようと、スーパーマーケットで夜勤を始めた。長い勤務時間に憂鬱としているシャロン、プライドの大きな店長、毎日のようにバカをやらかすバリーとマット、格闘技に精通するブライアン、個性的な同僚に囲まれながら、ベンは睡眠に充てていた八時間を、金へキャッシュバックした。
別れから2週間が経過したが、ベンは未だに眠れず、ついに時間そのものを意識しなくなっていた。いつしかベンは、時間を一時的に停止する力を手に入れていた。ベンは時間の凍結したスーパーマーケットで、ある美人の静止した姿に、少年時代に目にした女性の裸体を思い出した。ベンは客の女性の衣服を剥ぎ、その裸体を写生した。
ベンは、店長が企画した支店対抗のフットサルの試合をきっかけに、シャロンと親睦を深めた。シャロンは生まれてからずっと町で育ってきて、スペイン語を学んで別の世界へ行くことを目論んでいた。その夜に彼女と別れてから、ベンはシャロンのことばかりを考えた。静止した世界で、ベンは彼女の姿を何枚も写生した。数日後の店長のバースデーパーティーの前日、シャロンからキスをされ、ベンのスージーの呪縛が解け、不眠から抜け出すに至る。
店長のバースデーパーティー。ベンはシャロンと共に会場へ赴く。そこにはスージーがいた。彼女の新たなボーイフレンドが、店長の弟だというのだ。ベンがシャロンと離れると、スージーが接触してきた。別れたのを後悔していると、スージーはベンにキスをした。その現場をシャロンに目撃され、彼女は怒りで会場を出ようとする。直前でベンは時間を停止した。時間を停められても、巻き戻すことはできなかった。怒り心頭のシャロンには弁解ができず、ベンは再び不眠に陥った。
あるとき、ベンはバリーとマットの悪戯をきっかけに、画廊から絵を気に入られて個展を開くことになった。「静止した瞬間」（A Frozen Second）と名づけられた個展には、ベンのシャロンを描いた絵がいくつも展示され、業界人から称賛を浴びた。会場へやってきたシャロンは、絵がベンの彼女への誠実を物語っていると、ベンの謝罪を聞き入れた。

## キャスト
- ベン・ウィリス：ショーン・ビガースタッフ
  - 美大に通う青年。スージーとの破局とそれに伴う不眠が原因で、時間を停止される力を手に入れた。
- シャロン・ピンティ：エミリア・フォックス
  - スーパーマーケットで働く女性。スペイン語を学んでいる。
- ショーン・ヒギンス：ショーン・エヴァンス
  - ベンと同じ学校に通う青年。ベンとは少年期からの付き合い。数え切れぬほどの女性を口説きにかかり、その度に痛い目を見ている。
- スージー：ミシェル・ライアン
  - ベンにとって初めての恋人。ベンから別れを切り出され、激昂してデスクランプを投げつけた。数日後には新たなボーイフレンドを手に入れた。
- ジェンキンス（店長）：スチュアート・グッドウィン
- バリー・ブリックマン：マイケル・ディクソン
- マット・スティーヴンズ：マイケル・ランボーン
- ブライアン・‘カンフー’：マーク・ピッカリング
- 若い頃のベン・ウィリス：フランク・ヒスケス
- ターニャ・グリーン：エミリア・フェントン
- 静止した美女：イリーナ・バガチ
- 静止した女性：キーリー・ヘイゼル、ナディア・アルカシャブ、クリスティン・フラー
- スウェーデン人留学生：ヘイリー＝マリー・コッピン

## 評価
レビュー・アグリゲーターのRotten Tomatoesでは53件のレビューで支持率は47%、平均点は5.50/10となった。Metacriticでは17件のレビューを基に加重平均値が54/100となった。
- 映画館大賞「映画館スタッフが選ぶ、2008年に最もスクリーンで輝いた映画」第91位。